# Chey Chouk
Chey Chouk es una comuna (khum) del distrito de Bourei Cholsar, en la provincia de Takéo, Camboya. En marzo de 2008 tenía una población estimada de 2397 habitantes.
Se encuentra ubicada al sur del país, en la llanura camboyana, cerca del río Mekong y de la frontera con Vietnam.